# 大館町
大館町（おおだてまち）は、秋田県北秋田郡にあった町。現在の大館市中心部にあたる。現在の大館市は1951年に新設合併で発足したもので、本町とは別の自治体である。

## 地理
- 河川：米代川、長木川

## 歴史
- 1868年（慶応4年）8月22日 (旧暦)） - 大館城攻城戦（戊辰戦争）で大館城および町の中心部が焼き尽くされる。
- 1871年（明治4年） - 大館町から餅田村・上代野村・下代野村・芦田子村・東村・柄沢村が分離独立する。
- 1877年（明治10年） - 大館町が内町と外町に分離し、それぞれ東大館町・西大館町となる。
- 1878年（明治11年）12月23日 - 北秋田郡が発足し、東大館町・西大館町ともに北秋田郡に属する。
- 1880年（明治13年） - 池内村が分離独立する。
- 1889年（明治22年）4月1日 - 町村制の施行により、東大館町、西大館町の区域をもって大館町として発足する。
- 1933年（昭和8年） - 長木村から旧柄沢村を分割編入する[2]。
- 1951年（昭和26年）4月1日 - 釈迦内村と合併して大館市が発足。同日大館町廃止。

## 交通
- 日本国有鉄道
  - 奥羽本線
    - 大館駅[3]

  - 花輪線
    - 大館駅 - 東大館駅
- 小坂鉄道[4]
  - 小坂線（1994年旅客営業廃止）
    - 大館駅

  - 花岡線（1985年廃止）
    - 大館駅

### 道路
- 羽州街道・国道5号（旧国道41号）[5]

## 出身有名人
- 中田羽後（牧師、福音歌手、作詞家、作曲家） - 『おお牧場はみどり』の作詞など
- 海江田譲二（俳優）
- 大村正雄（俳優）
- 奈良真養（映画俳優）
- 上原敏（歌手）